# Мой Михаэль
«Мой Михаэль» (ивр. מיכאל שלי‎) — роман израильского писателя Амоса Оза, написанный им в 1968 году. История несчастливой в браке женщины рассказана ею от первого лица. В романе, действие которого происходит в Иерусалиме 1950-х годов, политическая обстановка и архитектура города используются как метафора внутренней борьбы главной героини.
«Мой Михаэль» вызвал много споров после публикации, при этом став самым продаваемым романом в Израиле в год своего выхода. Выдержал 65 изданий и переведен на 26 языков. На русский язык книга была переведена Виктором Радуцким.
В конце прошлого века Международная ассоциация издателей внесла эту книгу в список «100 лучших романов двадцатого века».
Экранизирован в 1976 году.

## Сюжет
Студентка литературного факультета Еврейского университета Ханна Гринбаум случайно встречает Михаэля Гонена, учёного-геолога, приехавшего работать над докторской диссертацией. Молодые люди женятся, несмотря на духовное несоответствие характеров и происхождения. Они снимают небольшую квартиру в районе Мекор Барух, населенном непохожими на них религиозными евреями. В их жизни появляются и исчезают один за одним родственники и знакомые Михаэля, но Ханна чувствует себя одинокой, пока муж заканчивает докторантуру. В то время как жизнь Михаэля абсолютно спокойна и размерена, Ханна чувствует себя потерянной в однообразии и рутине. Она сбегает в мир фантазий — с героями её любимых детских книг Жюля Верна, становится Ледяной принцессой или сефардской женщиной по имени Ивонн Азулай.
В 1956 году Михаэля призывают на службу в Синайскую кампанию, у Ханны случается нервный срыв и лишь сейчас её муж понимает, как глубоко она ушла в себя. Михаэль не может удовлетворить сексуальные потребности жены, её мечты и кошмары продолжаются, заставляя её погрузиться в водоворот похоти и фантазий. Ханне трудно любить своего ребёнка Яира, который во всём напоминает ей мужа. Героиня беременна вторым ребёнком, но Михаэль больше не принадлежит ей, у него роман с бывшей однокурсницей. Книга заканчивается тем, что Ханна все ещё замужем, но они стали с Михаэлем совершенно чужими людьми.

## Темы в романе
Отношения между арабами и евреями в Иерусалиме и Израиле придают этой истории скрытый оттенок страха и недоверия. Хотя конфликт открыто не обсуждается, действие романа в начале 1950-х годов указывает на то, что Израиль недавно боролся за свое существование во время арабо-израильской войны 1948 года, и в период с 1949 по 1956 год страна по-прежнему подвергалась «мелкомасштабным проникновениям палестинцев — при поддержке арабских государств — на территорию Израиля». Колин Уэллс и Памела Лой пишут: «В романе Иерусалим 1950-х годов используется как метафора самого Израиля, изображая общину такой, какой она была тогда — в основном осажденный анклав в постоянно угрожающей пустыне».
Израильский писатель, критик и публицист Эхуд Бен-Эзер объясняет, что после обретения независимости израильская художественная литература, такая как «Мой Михаэль», изображала арабов как экзистенциальную угрозу. Он объясняет, что арабские близнецы, которые в воображении Ханны превращаются из товарищей по играм детства в смертоносных террористов, не являются причиной её страданий, а являются их метафорой. Иерусалим в 1950-х годах, когда происходит действие этой истории, был городом, разделенным на еврейскую и арабскую части границей согласно Родосским соглашениям 1949 года. Под монотонностью жизни Ханны скрывается незащищенность жизни в «городе, разделенном, его европеизированный израильский сектор окружен с трех сторон постоянной угрозой, смертельно враждебными арабскими туземцами».
Оз закончил писать роман в мае 1967 года, за несколько недель до начала Шестидневной войны, которая привела к аннексии Израилем арабского Восточного Иерусалима. Писатель и журналист Амос Элон отмечает, что воссоединение Иерусалима никак не способствовало объединению его арабских и еврейских граждан, говоря: «Невидимая линия продолжает разделять два сектора и, вероятно, будет делать это ещё долгое время».
Синайская кампания 1956 года также фигурирует в сюжете: Михаэля призвали на службу, а Ханна осталась одна со своим ребёнком в тылу. Израильский литературный критик Гершон Шакед отметил, что нервный срыв Ханны, наступивший как раз в тот момент, когда Израиль готовится к войне, «соответствует [фактической] Синайской кампании, которая воспринималась как разрядка напряженности, накопившейся за годы жизни на грани».
Оз также использует архитектуру Иерусалима — его каменные дома, железные перила, узкие улочки и скрытые дворы — чтобы вызвать чувство безнадежности и «отрезать людей друг от друга».
Двойственность появляется на протяжении всего романа. Дана Амир указывает на характеры арабских близнецов, контрастные характеры двух Михаилов — «Михаэль Гонен, серый, покорный, сдержанный человек, контрастирует с Михаилом Строговым, непобедимым героем внутреннего мира, чьи глаза полны голубым металлом» — и контрастный характер самой Ханны — «тихой, замкнутой ученицы» по сравнению с «ее мечтой-двойником: принцессой, которая крепко держит незнакомцев, унижающих её в своей садомазохистской хватке». Дуализм распространяется на обстановку и диалоги с четкими границами между внутренним и внешним миром Ханны.

## О книге
«Мой Михаэль» стал вторым романом Амоса Оза. Когда Оз, проживавший в кибуце Хульда, начал писать рассказы, он получил разрешение от председателя совета проводить один день в неделю за писательством, а в остальные дни преподавать или работать в поле. По воспоминаниям самого Оза, он работал над этим романом каждую ночь. Пока его жена и дочери спали в их маленькой квартирке, он сидел в туалете с книгой на коленях, писал и курил до рассвета. После того, как «Мой Михаэль» был опубликован, Оз передал гонорары кибуцу и обратился к администрации кибуца с просьбой разрешить ему писать два дня в неделю. Решение было положительным.
Критики отмечают, что Ханна, героиня романа, отражает «весь интеллект, романтизм и меланхолию» собственной матери Оза, которая покончила жизнь самоубийством, когда ему было двенадцать лет. Оз отверг это сравнение.

## История публикаций
«Мой Михаэль» был опубликован на иврите в 1968 году издательством Ам Овед. Это был самый продаваемый роман в Израиле за литературный сезон 1968—1969 годов: за первые 18 месяцев было продано почти 40 000 экземпляров. Роман был переиздан издательством «Кетер» в 1990 и 2008 годах, а также издательством «Кетер/Едиот ахронот» в 2010 году. «Мой Михаэль» переведен на 26 языков. Это одно из двух произведений Оза, переведенных на арабский язык.
Над русским переводом работал Виктор Радуцкий. Первое издание в 1994 году, в 2006 и 2009 году — переиздания в «Амфоре» и специальное издание НИП «2Р» в 1994 году, которое в июле 2023 года появилось на всех московских точках буккроссинга благодаря стараниям Израильского культурного центра Натив.
Некоторые издательские дома выпустили специальный тираж, посвященный двадцатой годовщине, в 1988 году.

## Мировая критика
После публикации роман вызвал много споров из-за намеков на арабо-израильские отношения. Критики охарактеризовали роман как «политически опасный и подрывной».
В статье 2010 года в Al-Akhbar Асад Абу Халил назвал изображение арабов в книге «расовым профилированием в худшем проявлении». Арабы «молчат», «грязны» и «собираются устроить „погром“, хотя слово это русское и сформулировано для изображения действий неарабов против евреев в России XIX века». С другой стороны, главную героиню Ханну обвиняли в том, что она «антисионистка» и «любительница арабов». Роман действительно получил похвалу за обращение к «глубоким, но часто непризнаваемым психологическим связям между израильскими евреями и их арабскими соседями». Сам Оз сказал в интервью:

Я думаю, что последствия израильско-арабского конфликта, какими бы косвенными они ни были, возмутили некоторых читателей и в то же время легитимизировали определённые взгляды, которые были вокруг, но не выражались ранее — во всяком случае, не в литературе.
В 1995 году газета The Boston Globe сообщила, что после выхода романа на арабском языке в Египте в 1995 году «почти все критические замечания были негативными», но книга также находилась во втором издании.
Элон заметил, что роман опровергает сионистскую мечту о «новом обществе, ориентированном на достижения», вместо этого передавая «мрачный, депрессивный пессимизм» в своем портрете современной израильской жизни. Эрик Сильвер из The Guardian согласился, заявив, что роман «бросает вызов новаторской простоте и устремлениям иммигрантов, которые лежат в основе израильского общества».
«Chicago Tribune» также отметила предполагаемый отказ от сионистских идеалов, назвав «несимпатичный» портрет Ханны «едким отрицанием заветной концепции молодой сабры как неизменно энергичной, преданной и храброй».
После публикации перевода в Англии и США в 1972 году зарубежные обзоры были сосредоточены на «литературных достоинствах романа, особенно на богатых деталях и наводящих на размышления образах, с помощью которых он прослеживает медленную умственную эрозию Ханны». The Guardian, например, похвалила способность Оза накладывать отрывки из «резкой лирики» на яркие «описания обыденной реальности».
Во многих обзорах отмечается, что в романе отсутствует сюжет, поскольку в нём прямо рассказывается об ухаживании, браке, беременности, рождении и повседневной жизни. Но похвала была дана за психологическое исследование характера Ханны. Ричард Локк из «Нью-Йорк Таймс» описывает «Мой Михаэль» как «чрезвычайно застенчивый и серьёзный психологический роман, медленный, вдумчивый, самоуверенный и очень сложный, полный самых искусных модуляций тона и текстуры». Локк выгодно сравнивает экзистенциалистский стиль романа с произведениями Эрнеста Хемингуэя, Чезаре Павезе, Джоан Дидион, «Незнакомца» Альбера Камю и «Под стеклянным колпаком» Сильвии Плат. Обращаясь к арабо-израильским аллюзиям в книге, особенно к отношениям между Ханной и арабскими близнецами, Локк предполагает: «Амос Оз предполагает, что в её сердце Израиль сходит с ума, мечтая об арабах, в то время как на поверхности эмоционально чахлые „новые израильтяне“ занимаются делами своей страны, оторванные от себя и истории. Неудивительно, что книга вызвала споры и стала бестселлером в Израиле».
Джошуа Лейфер высоко оценил мастерство Оза в изображении города Иерусалима между войнами 1948 и 1956 годов, но назвал характеристику Ханны «неубедительной», в соответствии с тем, что он называет тенденцией Оза изображать женщин в своей художественной литературе «беспорядочными, эгоистичными и не заслуживающими доверия».
«The Cincinnati Enquirer» согласился, назвав характер Ханны «неинтересным, [но] просто утомительным. Она страдает от ужасно прирученных эротических фантазий, вопиющих пережитков детства и очень банальных философских размышлений». Однако в этом обзоре писательские способности Оза хвалились за то, что они «сделали её правдоподобной невротичной… Конечным результатом стал очень хороший писатель в поисках лучшего персонажа».

## Признание
В 1999 году немецкое издательство Bertelsmann назвало «Мой Михаэль» «одним из 100 великих романов XX века».

## Экранизация
Роман был адаптирован израильским режиссёром и сценаристом Дэном Вольманом и был снят в 1974 году Майклом Шели. Главные роли исполнили Эфрат Лави и Одед Котлер. Фильм выдвигался на соискание 48-й премии «Оскара», но даже не попал в число номинантов.
По мнению Медиакультурного еврейского портала evrofilm.com, «кто-то отнесет её сегодня к категории артхаусного кино, хотя, полагаю, во время съемок фильма он таковым не особо задумывался. Достаточно атмосферный фильм, погружающий зрителя в израильскую жизнь Иерусалима накануне известной Шестидневной войны 1967 года».